# Biwer (kommun)
Kommunen Biwer (franska: Commune de Biwer, luxemburgiska: Gemeng Biwer, tyska: Gemeinde Biwer) är en kommun i kantonen Grevenmacher i östra Luxemburg. Kommunen har 1 917 invånare (2022), på en yta av 23,08 km². Den utgörs av huvudorten Biwer samt orten Wecker.